# Chronos (álbum)
Chronos es el quinto álbum de estudio de la banda española de heavy metal Sphinx y fue publicado por el sello discográfico Iron Moon Music en octubre de 2013.

## Publicación
El lanzamiento de Chronos en formato de disco compacto se efectuó el 1 de octubre de 2013, mientras que la venta en formato digital comenzó el día 14 del mismo mes.

## Lista de canciones
| N.º     | Título                  | Duración |  |
| 1.      | «Chronos»               | 1:28     |  |
| 2.      | «Esperando absolución»  | 7:11     |  |
| 3.      | «Tiempo»                | 5:30     |  |
| 4.      | «Dulce veneno»          | 4:34     |  |
| 5.      | «Cruce de caminos»      | 4:29     |  |
| 6.      | «Insomnio»              | 9:03     |  |
| 7.      | «Paseando por el cielo» | 4:01     |  |
| 8.      | «Volver a caminar»      | 6:11     |  |
| 9.      | «La sangre del pueblo»  | 5:36     |  |
| 10.     | «Amanda»                | 4:51     |  |
| 11.     | «Infierno»              | 5:00     |  |
| 12.     | «Oro negro»             | 7:58     |  |
| 1:05:52 |                         |          |  |

## Créditos
- Manuel Rodríguez — voz y teclados.
- Justi Bala — guitarra.
- Santi Suárez — guitarra.
- José Pineda — bajo.
- Carlos Delgado — batería.